# Championnats de Hongrie de squash
Les championnats de Hongrie de squash sont une compétition de squash individuelle organisée par la Fédération hongroise de squash. Ils se déroulent chaque année depuis 1989.
Márk Krajcsák détient le record de victoires masculines avec 14 titres. alors que Edina Szombati et Helga Kecse-Nagy détiennent le record féminin avec six titres.

## Palmarès

### Hommes
- 2024 : Balázs Farkas
- 2023 : Balázs Farkas[1]
- 2022 : Balázs Farkas[2]
- 2021 : Balázs Farkas[3]
- 2020 : Balázs Farkas
- 2019 : Balázs Farkas[4]
- 2018 : Balázs Farkas[5]
- 2017 : Márk Krajcsák[6]
- 2016 : Márk Krajcsák
- 2015 : Márk Krajcsák
- 2014 : Márk Krajcsák
- 2013 : Márk Krajcsák
- 2012 : Márk Krajcsák
- 2011 : Márk Krajcsák
- 2010 : Márk Krajcsák
- 2009 : Márk Krajcsák
- 2008 : Márk Krajcsák
- 2007 : Márk Krajcsák
- 2006 : Márk Krajcsák
- 2005 : Márk Krajcsák
- 2004 : Márk Krajcsák
- 2003 : András Török
- 2002 : András Török
- 2001 : András Török
- 2000 : András Török
- 1999 : András Török
- 1998 : András Török
- 1997 : András Török
- 1996 : András Török
- 1995 : Gábor Kósa
- 1994 : Gábor Kósa
- 1993 : Gábor Krasznai
- 1992 : Gábor Krasznai
- 1991 : József Püski
- 1990 : Gábor Krasznai
- 1989 : Tamás Tábori

### Femmes
- 2024 : Hannah Chukwu
- 2023 : Hannah Chukwu[1]
- 2022 : Hannah Chukwu[2]
- 2021 : Hannah Chukwu[3]
- 2020 : Hannah Chukwu
- 2019 : Hannah Chukwu[4]
- 2018 : Gabriella Csókási[5]
- 2017 : Helga Hajnal[6]
- 2016 : Helga Hajnal
- 2015 : Gabriella Csókási
- 2014 : Helga Hajnal
- 2013 : Edina Szombati
- 2012 : Edina Szombati
- 2011 : Helga Hajnal[7]
- 2010 : Edina Szombati
- 2009 : Helga Kecse-Nagy
- 2008 : Helga Kecse-Nagy
- 2007 : Zsuzsa Bíró
- 2006 : Linda Páj
- 2005 : Edina Szombati
- 2004 : Edina Szombati
- 2003 : Judit Varga
- 2002 : Edina Szombati
- 2001 : Judit Varga
- 2000 : Éva Feredős
- 1999 : Judit Varga
- 1998 : Tímea Buday
- 1997 : Tímea Buday
- 1996 : Yvett Varga
- 1995 : Tímea Buday
- 1994 : Tímea Buday
- 1993 : Yvett Varga
- 1992 : Tímea Buday
- 1991 : Andrea Kuraly
- 1990 : Andrea Kuraly
- 1989 : Andrea Kuraly